# Max Williams
Max Williams (11 januari 1990) is een golfer uit Banstead, Surrey. Hij is lid van de Cuddington Golf Club.
In 1999 werd de 8-jarige Max 5de op het Wereldkampioenschap Junioren in de Verenigde Staten.
In 2000 maakte de 9-jarige Max een ronde van 59 tijdens de National Junior Masters op de Wycombe Heights Golf Club in Buckinghamshire.
Als amateur maakt hij deel uit van de Surrey County Golf Union met onder meer Matt Chapman, Curtis Griffiths, Stiggy Hodgson en Josh White.
Williams won driemaal het Qatar Amateur Kampioenschap in Doha. In 2010 en 2011 mocht hij meespelen in de Qatar Masters dat deel uitmaakt van de Europese PGA Tour.

## Gewonnen
- 2008: Emirates Amateur Open (149, +5)
- 2009: Qatar Amateur Kampioenschap
- 2010: Qatar Amateur Kampioenschap, Brabazon Trophy
- 2011: Qatar Amateur Kampioenschap